# 博·赫勒贝尔
博·赫勒贝尔（丹麥語：Bo Helleberg，1974年6月24日—），丹麦男子赛艇运动员。他曾代表丹麦参加世界赛艇锦标赛，获得四枚金牌和一枚银牌，均来自男子轻量级双人单桨无舵手项目。